# Биргу
Биргу (итал. Città Vittoriosa или мальт. Birgu) — небольшой город на Мальте, который сыграл крупную роль во время осады Мальты в 1565 году. Согласно переписи 2005 года население города составляет 2701 человек. С моря к городу примыкает форт Сент-Анджело, а с юго-запада город Коспикуа.

## История
История Биргу включает в себя события военно-морской и торговой деятельности острова. До появления Валлетты Биргу, из-за удачного месторасположения в Великой гавани, был основным стратегическим городом Мальты, в котором были сосредоточены основные военные силы. Его развитию и расцвету посодействовали многие народы, включая финикийцев, греков, римлян, византийцев, арабов, а также рыцари мальтийского ордена.
В 1530 году, после прибытия на остров госпитальеров, Биргу стал их столицей, так как прежняя столица Мдина, находясь внутри острова, не соответствовала военно-морским требованиям. Сразу после этого они провели серию мероприятий по укреплению форта Сент-Анджело, самого города Биргу и двух других прилегающих к нему городов. В то время город получил название Читта Коттонера (итал. Citta' Cottonera), которое со временем стало обозначать и весь прилегающий к городу регион.

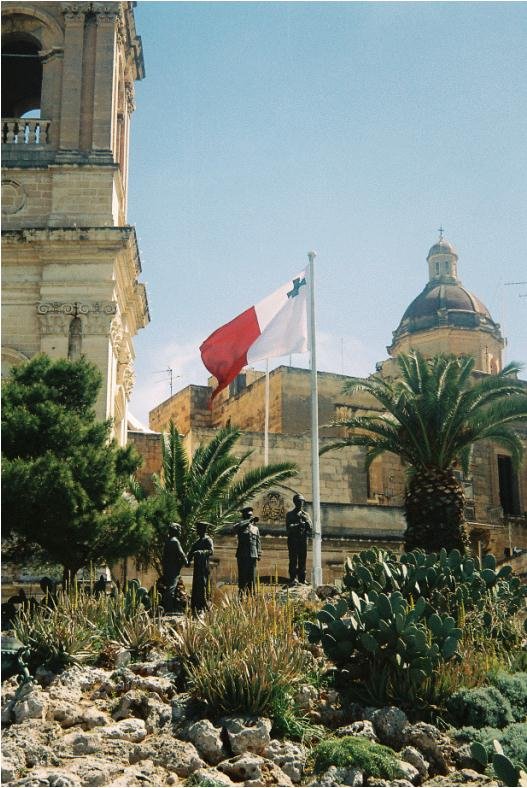
Монумент свободы в Биргу

В течение войны между госпитальерами и турками Биргу так и ни разу не был захвачен последними, героически выдерживая любые атаки противника. Но всё же война истощила город и после её окончания великий магистр ордена госпитальеров решил создать новый более укреплённый город на противоположном берегу Великой гавани, получивший название Валлетта. После снятия блокады госпитальеры дали Биргу новое название — Читта Витториоза (итал. Citta Vittoriosa), что в переводе с итальянского означает победоносный город. В 1571 году, после того как резиденция великого магистра была перенесена в новую столицу, Биргу утратил своё важное значение.
Великобритания, завладевшая островом в 1800 году, разместила в Биргу свою военно-морскую базу, которая оставалась там до 1979 года.
Приходской церковью города является храм св. Лаврентия, праздник в честь которого совершается 10 августа. В городе также находится примечательная церковь Благовещение Пресвятой Богородицы, принадлежащая монахам-доминиканцам. Церковь также иногда именуют в честь св. Доминика, празднество в честь которого совершается каждое последнее воскресенье августа.
Город и до сих пор окружают укреплённые городские стены, а туристов привлекают помимо всего прочего Дворец инквизиторов и форт Сант-Анджело, в котором в течение некоторого времени держали под стражей Караваджо.
Биргу и прилегающие к нему города Коспикуа и Сенглея, образуют регион Коттонера (итал. Cottonera), который с юга окружает Великую гавань и их общее население составляет 5642 человека.

## Демография в Биргу

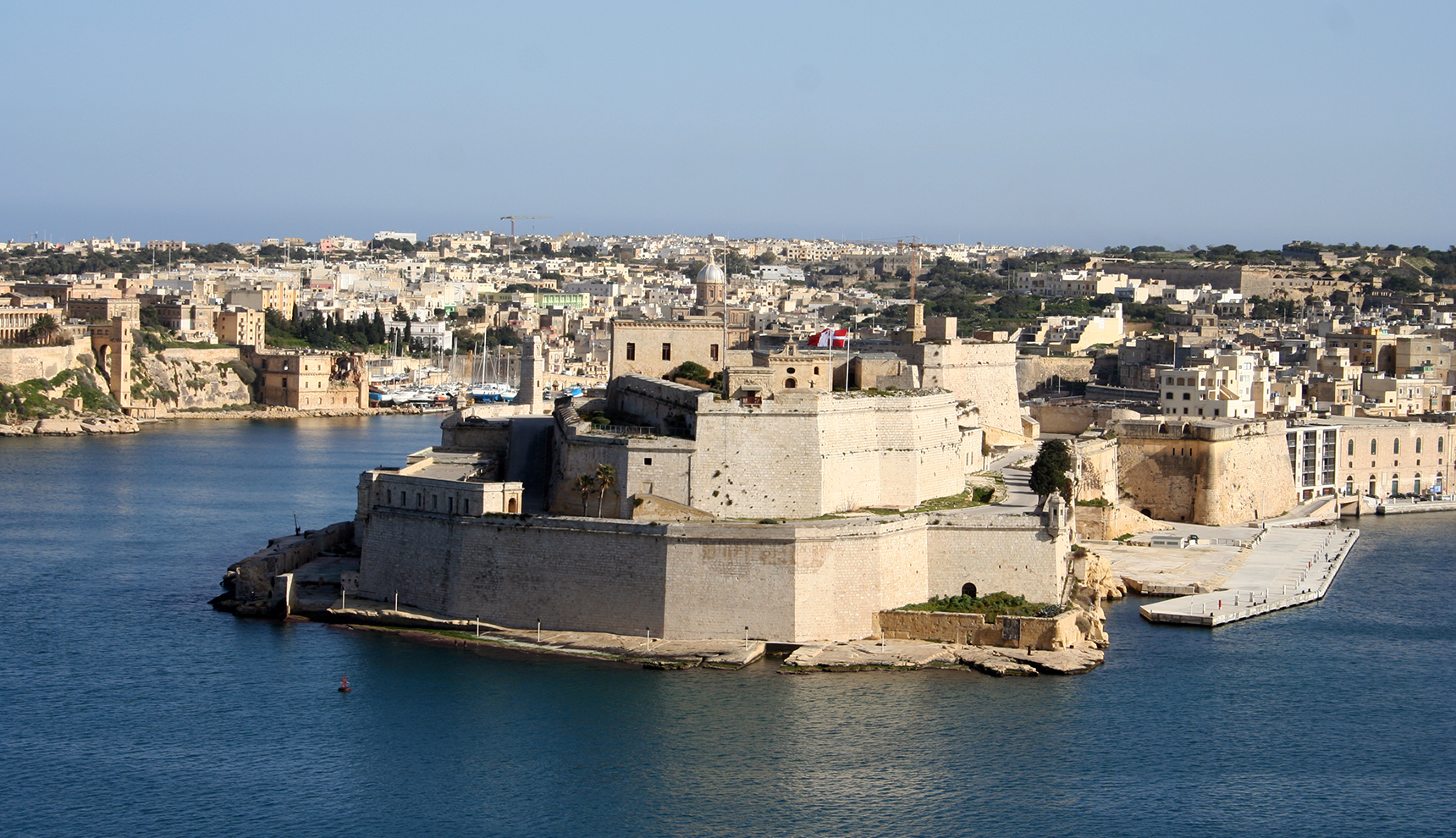
Форт Сант-Анджело и часть Биргу

- 1901: 6093 чел.
- 1921: 5887 чел.
- 1931: 6673 чел.
- 1948: 3816 чел.
- 1957: 4242 чел.
- 1967: 4017 чел.
- 1985: 3572 чел.
- 1995: 3069 чел.
- 2005: 2701 чел.